# Żyły powiekowe
Żyły powiekowe (łac. venae palpebrales) – w anatomii człowieka żyły odprowadzające krew z obu powiek, górnej i dolnej. Żyły te przebiegają wspólnie z tętnicami (żyły towarzyszące). Żyła powiekowa górna wpada do żyły kątowej, żyła powiekowa dolna – do niżej położonego odcinka żyły twarzowej. Oprócz tego żyły powiekowe wytwarzają połączenia z żyłą nosowo-czołową, żyłą łzową, żyłą skroniową środkową i żyłą poprzeczną twarzy.